# Němčičky (Znojmói járás)
Němčičky település Csehországban, a Znojmói járásban. Němčičky Rudlice, Mikulovice, Plaveč és Výrovice településekkel határos. Lakosainak száma 85 fő (2024. január 1.).

## Népesség
A település lakosságának változását az alábbi diagram mutatja:
| Lakosok száma | 174  | 199  | 206  | 162  | 117  | 98   | 88   | 84   | 81   | 85   |
|               | 1869 | 1890 | 1921 | 1950 | 1980 | 2001 | 2017 | 2019 | 2022 | 2024 |